# Kypello Ellados 1988-1989
La Coppa di Grecia 1988-1989 è stata la 47ª edizione del torneo. La competizione è terminata il 11 maggio 1989. Il Panathīnaïkos ha vinto il trofeo per la undicesima volta, battendo in finale il Paniōnios.

## Fase a gruppi

### Gruppo 1
| Squadre             | Punti |
| ------------------- | ----- |
| Achille Farsala     | 4     |
| Apollōn Smyrnīs     | 4     |
| Makedonikos         | 2     |
| Asteras Ampelokipon | 2     |

### Gruppo 2
| Squadre               | Punti |
| --------------------- | ----- |
| Paniōnios             | 5     |
| Naoussa               | 3     |
| Charafgiakos Iliopoli | 2     |
| Trikala               | 2     |

### Gruppo 3
| Squadre            | Punti |
| ------------------ | ----- |
| Apollōn Kalamarias | 5     |
| Irodotos           | 4     |
| Atromītos          | 3     |
| Ionikos            | 0     |

### Gruppo 4
| Squadre   | Punti |
| --------- | ----- |
| Larissa   | 5     |
| Nikī Volo | 3     |
| Kallithea | 2     |
| Pierikos  | 2     |

### Gruppo 5
| Squadre    | Punti |
| ---------- | ----- |
| Īraklīs    | 4     |
| Sparta     | 2     |
| Edessaïkos | 0     |

### Gruppo 6
| Squadre   | Punti |
| --------- | ----- |
| OFI Creta | 2     |
| Kastoria  | 2     |
| GAS Veria | 2     |

### Gruppo 7
| Squadre      | Punti |
| ------------ | ----- |
| Olympiacos   | 4     |
| Skoda Xanthi | 2     |
| Kavala       | 0     |

### Gruppo 8
| Squadre      | Punti |
| ------------ | ----- |
| PAS Giannina | 4     |
| Panachaïkī   | 1     |
| Doxa Dramas  | 1     |

### Gruppo 9
| Squadre             | Punti |
| ------------------- | ----- |
| Levadeiakos         | 2     |
| Korinthos           | 2     |
| Anagennīsī Karditsa | 2     |

### Gruppo 10
| Squadre     | Punti |
| ----------- | ----- |
| PAOK        | 2     |
| Proodeftikī | 2     |
| Thriamvos   | 2     |

### Gruppo 11
| Squadre          | Punti |
| ---------------- | ----- |
| Panserraïkos     | 2     |
| Olympiakos Volos | 2     |
| Kilkisiakos      | 2     |

### Gruppo 12
| Squadre        | Punti |
| -------------- | ----- |
| Ethnikos Pireo | 3     |
| Kalamata       | 2     |
| Athīnaïkos     | 1     |

### Gruppo 13
| Squadre      | Punti |
| ------------ | ----- |
| AEK Atene    | 4     |
| Panarkadikos | 2     |
| Egaleo       | 0     |

### Gruppo 14
| Squadre         | Punti |
| --------------- | ----- |
| Arīs Salonicco  | 4     |
| Anagennisi Arta | 2     |
| Lilas Vasilikou | 0     |

### Gruppo 15
| Squadre       | Punti |
| ------------- | ----- |
| Panathīnaïkos | 4     |
| Kozani        | 2     |
| Eordaikos     | 0     |

### Gruppo 16
| Squadre      | Punti |
| ------------ | ----- |
| Diagoras     | 2     |
| Rethymniakos | 2     |
| Acharnaïkos  | 2     |

## Sedicesimi di finale
| Squadra 1       | Totale      | Squadra 2          | Andata | Ritorno |
| --------------- | ----------- | ------------------ | ------ | ------- |
| OFI Creta       | 3 - 1       | Olympiacos         | 2 – 0  | 1 - 1   |
| Levadeiakos     | 3 - 2       | AEK Atene          | 3 – 1  | 0 - 1   |
| Panathīnaïkos   | 5 - 2       | Olympiakos Volos   | 3 – 1  | 2 - 1   |
| Ethnikos Pireo  | 5 - 3       | Apollōn Kalamarias | 4 – 2  | 1 - 1   |
| Apollōn Smyrnīs | 2 - 2 (gfc) | Korinthos          | 1 – 0  | 1 - 2   |
| Larissa         | 5 - 0       | Nikī Volo          | 4 – 0  | 1 - 0   |
| PAOK            | 6 - 1       | Naoussa            | 3 – 0  | 3 - 1   |
| Proodeftikī     | 1 - 3       | Īraklīs            | 0 – 1  | 1 - 2   |
| Skoda Xanthi    | 1 - 1 (gfc) | Arīs Salonicco     | 1 – 1  | 0 - 0   |
| Diagoras        | 2 - 1       | Panarkadikos       | 1 – 0  | 1 - 1   |
| Panachaïkī      | 8 - 4       | Rethymniakos       | 6 – 2  | 2 - 2   |
| Panserraïkos    | 2 - 4       | PAS Giannina       | 1 – 1  | 1 - 3   |
| Achille Farsala | 2 - 6       | Kozani             | 0 – 3  | 2 - 3   |
| Irodotos        | 2 - 1       | Kastoria           | 1 – 0  | 1 - 1   |
| Anagennisi Arta | 0 - 1       | Kalamata           | 0 – 0  | 0 - 1   |
| Paniōnios       | 4 - 1       | Sparta             | 4 – 0  | 0 - 1   |

## Ottavi di finale
| Squadra 1    | Totale      | Squadra 2       | Andata | Ritorno |
| ------------ | ----------- | --------------- | ------ | ------- |
| Irodotos     | 2 - 4       | OFI Creta       | 0 – 1  | 2 - 3   |
| Diagoras     | 2 - 2 (gfc) | Ethnikos Pireo  | 2 – 1  | 0 - 1   |
| Larissa      | 2 - 0       | Apollōn Smyrnīs | 2 – 0  | 0 - 0   |
| Paniōnios    | 3 - 2       | Arīs Salonicco  | 3 – 0  | 0 - 2   |
| Panachaïkī   | 3 - 9       | Panathīnaïkos   | 2 – 1  | 1 - 8   |
| PAOK         | 4 - 2       | Levadeiakos     | 2 – 2  | 2 - 0   |
| Kozani       | 2 - 7       | Īraklīs         | 1 – 2  | 1 - 5   |
| PAS Giannina | 1 - 0       | Kalamata        | 1 – 0  | 0 - 0   |

## Quarti di finale
| Squadra 1      | Totale      | Squadra 2     | Andata | Ritorno     |
| -------------- | ----------- | ------------- | ------ | ----------- |
| Larissa        | 3 - 2       | OFI Creta     | 2 – 1  | 1 - 1       |
| Ethnikos Pireo | 2 - 2 (gfc) | Īraklīs       | 0 – 0  | 2 - 2       |
| PAOK           | 2 - 3       | Paniōnios     | 2 – 0  | 0 - 3 (dts) |
| PAS Giannina   | 1 - 3       | Panathīnaïkos | 0 – 3  | 1 - 0       |

## Semifinali
| Squadra 1     | Totale | Squadra 2      | Andata | Ritorno |
| ------------- | ------ | -------------- | ------ | ------- |
| Panathīnaïkos | 4 - 0  | Ethnikos Pireo | 2 – 0  | 2 - 0   |
| Paniōnios     | 2 - 0  | Larissa        | 2 – 0  | 0 - 0   |

## Finale
| Arbitro: | Alekos Naziris (Salonicco) |

|                                                 |           |            |
| Mavridis 8’ Dimopoulos 44’ (rig.) Saravakos 46’ | Marcatori | 35’ Zakkas |